# Сап'янці
Сап'янці́ — в Україні — святкові жіночі чобітки з особливої шкіри сап'яну червоного, жовтого, зеленого кольорів. 
Носи чобітків трохи задерті, халявки невисокі, підбори —  високі такі чобітки 
носили зазвичай колись жінки. 
Були оформлені орнаментом.